# عبد الرحمن الحاج صالح
عبد الرحمن الهواري الحاج صالح (1927 - 2017)، هو عالم لغوي جزائري مُلقب بـ"أبو اللسانيات والرائد في اللغة العربية"، اهتدى إلى مشروع الذخيرة اللغوية العربية عن طريق البرمجة الحاسوبية، وهو كان أول عالم يدعو إلى ذلك المشروع، وكان أول الداعين إلى تبني المنهج البنيوي، وإنشاء جوجل عربي (محرك بحث على شبكة الإنترنت)". يُعد مؤسس الدرس اللساني في الجامعة الجزائرية.
ولد في 8 يوليو 1927 بمدينة وهران التي تلقى فيها تعليمه الأساسي. شارك في النضال ضد الاستعمار الفرنسي، فالتحق بحزب الشعب الجزائري بعمر لا يتجاوز 15 سـنة، واضطر إثر ملاحقة الشرطة الفرنسية للمناضلين الجزائريين للرحيل إلى مصر حيث كان ينوي دراسة الطب، إلا أنه اكتشف من خلال تردده على «الأزهر» لدراسة اللغة العربية ميله إلى تراث اللغة العربية. ثمّ انتقل إلى فرنسا حيث حصل على ليسانس اللغة العربية وآدابها وعلى دبلوم الدراسات العليا في فقه اللغة واللسانيات الفرنسية من جامعة بوردو، وشهادة «التبريز» في اللغة العربية وآدابها من جامعة باريس في فرنسا.
وانتقل بعد ذلك إلى المغرب حيث قام بتدريس اللسانيات في كلية الآداب بجامعة الرباط، عُيّن في سنة 1964 رئيسًا لقسم اللغة العربية وقسم اللسانيات، ثم انتخب عميدًا لكلية الآداب، وبقي على رأس هذه الكلية حتى 1968".
أنشأ عام 1980 ماجستير علوم اللسان، قبل أن يتم تعيينه عضوا مراسلا بمجمع اللغة العربية بالقاهرة، ثم انتخب عضوا عاملا به عام 2003.
وعيّن قبل ذلك عضوا في كل من مجمع دمشق (1978) ومجمع بغداد (1980) ومجمع عمان (1984) للغة العربية، وكان عضوا في عدة مجالس علمية دولية.

## من مؤلفاته
ألَّف وشارك في تأليف عدّة كتب في علوم اللغة العربية واللسانيات العامة منها:
- معجم عـلوم اللسان.
- بحوث ودراسات في علوم اللسان.
- علم اللسان العربي وعلم اللسان العام (بالفرنسـية في مجلّدين).
- النظرية الخليلية الحديثة، مفاهيمها الأساسية.

- سلسلة علوم اللسان عند العرب من أربعة أجزاء هم:

1. السماع اللغوي عند العرب ومفهوم الفصاحة.
2. منطق العرب في علوم اللسان
3. الخطاب والتخاطب في نظرية الوضع والاستعمال العربية
4. البنى النحوية العربية

## الوظائف والمسؤوليّات
- رئيس قسم اللغة العربية وقسم اللسانيات في جامعة الجزائر عام 1964
- عميد كلّيّة الآداب حتى عام 1968
- رئيس المجمع الجزائري للغة العربية من عام 2000
- رئيس اللجنة الوطنية لإصلاح المنظومة التربوية في الجزائر
- رئيس مشروع الذخيرة اللغوية العربية .[1]

## الجوائز
فائز بجائزة الملك فيصل العالمية لعام 2010م/1431هـ، قسم اللغة العربية والأدب، في موضوع: الدراسات التي عنيت بالفكر النحوي عند العرب.

## وفاته
توفي يوم الأحد 5 مارس 2017 (6 جمادى الآخرة 1438هـ) بالعاصمة الجزائر، عن عمر ناهز 90 عاماً بعد معاناة مع المرض. وكان الراحل قد نقل وهو في حالة حرجة قبل أيام من وفاته إلى المستشفى العسكري في عين النعجة بالعاصمة الجزائر. وورى جثمانه الثرى يوم الإثنين 6 مارس 2017 في مقبرة دالي إبراهيم بالعاصمة الجزائر.

## وصلات خارجية
- لقاء خاص مع الدكتور عبد الرحمان الحاج صالح رئيس المجمع الجزائري للغة العربية